# Ernesto Paterno Castello di Carcaci
Ernesto Paternò Castello di Carcaci, także Ernesto Paternò (ur. 7 sierpnia 1882 w Paternò, zm. 9 kwietnia 1971 w Rzymie) – Tymczasowy Namiestnik Zakonu Joannitów od 25 kwietnia 1955 do 11 maja 1962.
Urodził się w szlacheckiej rodzinie Paternò, hrabiów Carcaci i książąt Biscari (dzisiejsze Acate), wywodzącej się ze średniowiecznej Sycylii i mającej powiązania m.in. z dynastią barcelońską. W 1914 ożenił się z Marią Cantarella e Scammacca (zm. 1935), z którą doczekał się córki Agaty (1914–1958).
25 kwietnia 1955 wybrano go namiestnikiem ad interim zakonu joannitów, jako że poprzedni tymczasowy namiestnik Antonio Hercolani Fava Simonetti zrezygnował ze względu na wiek. Jego głównym kontrkandydatem na stanowisko był piemoncki szlachcic Giampaolo Melzi d'Eril (1908–1994), wspierany przez kardynała Nicolę Canaliego, którego porażka była zaskoczeniem i świadczyła o uniezależnianiu się zakonu od Watykanu. Podczas jego rządów po półwiecznej przerwie zakon wznowił wybijanie własnych monet. 11 maja 1962 finalnie po 11 latach oczekiwania wybrano nowego stałego namiestnika, w związku z czym Paternò przestał pełnić swoją funkcję.
Kawaler Krzyża Wielkiego Udekorowany Wielką Wstęgą Orderu Zasługi Republiki Włoskiej, kawaler Wielkiego Krzyża Sprawiedliwości Zakonu Maltańskiego i Orderu Złotego Runa.